# Вулиця Братів Тимошенків (Львів)
Ву́лиця Браті́в Тимоше́нків — вулиця у Франківському районі міста Львова, у місцевості Вулька. Пролягає від вулиці Героїв Майдану до сходів у Студентському парку, якими сполучається з вулицею Академіка Сахарова.

## Історія
Вулиця прокладена у 1920-х роках, не пізніше 1929 року отримала назву Кадетська бічна. У 1936 році вулицю перейменували на Слівінського, на честь Іполіта Слівінського, польського архітектора. З 1943 року по липень 1944 року, під час німецької окупації, вулиця мала назву Штрассе дер Жандармері. У липні 1944 року повернута довоєнна назва Слівінського і вже у 1946 році отримала назву Станіславського, на честь радянського актора та режисера Костянтина Станіславського. Сучасна назва Братів Тимошенків, походить з 1992 року, на честь братів Володимира, Степана та Сергія Тимошенків.

## Забудова
В архітектурному ансамблі вулиці Братів Тимошенків переважає забудова у стилі сецесії. 
№ 2а — чотириповерховий житловий будинок зведений у 1920-х роках. На початку XX століття проведена реставрація будинку. Від радянських часів будівля перебуває у комунальній власності міста. Нині тут міститься Львівське комунальне підприємство «Вулецьке». У 2022 році відновили історичну браму цього будинку. Реставраційні роботи виконували у межах міської Програми співфінансування відновлення цінних елементів в історичних будинках і тривали роботи близько трьох місяців. Наприкінці грудня 2022 року реставраційні роботи закінчено. Фахівці оновили цокольні дошки, а також замінили старі пошкоджені притворні планки на нові, виготовлені за історичним зразком. Дверне полотно мало суттєві пошкодження, було втрачене оригінальне засклення та автентичні клямки. Усе це вдалося відновити.
№ 2б — чотириповерховий житловий будинок клубного (елітного) типу з підземним паркінгом та закритою територією, збудований у 2011—2013 роках будівельною компанією «Екополіс». 
№ 4 — будинок зведений на початку XX століття. У 1965—1994 роках тут містився санаторій-профілакторій ЛКП «Львівелектротранс» на 50 місць, де без відриву від виробництва оздоровлювалося близько 700 працівників та членів їх родин на рік.